# Promenade Amalia-Rodrigues
La promenade Amalia-Rodrigues est le plus grand square du 19e arrondissement de Paris.

## Situation et accès
Le square est accessible par la rue des Marchais.
Ce site est desservi par la ligne 7 bis du métro à la station de métro Pré-Saint-Gervais et par la ligne 3b du tramway d'Île-de-France à la station Hôpital-Robert-Debré.
La promenade fait office de coulée verte entre le parc de la Butte-du-Chapeau-Rouge et le jardin Notre-Dame-de-Fatima et offre des vues panoramiques sur la ville de Pantin.

## Origine du nom

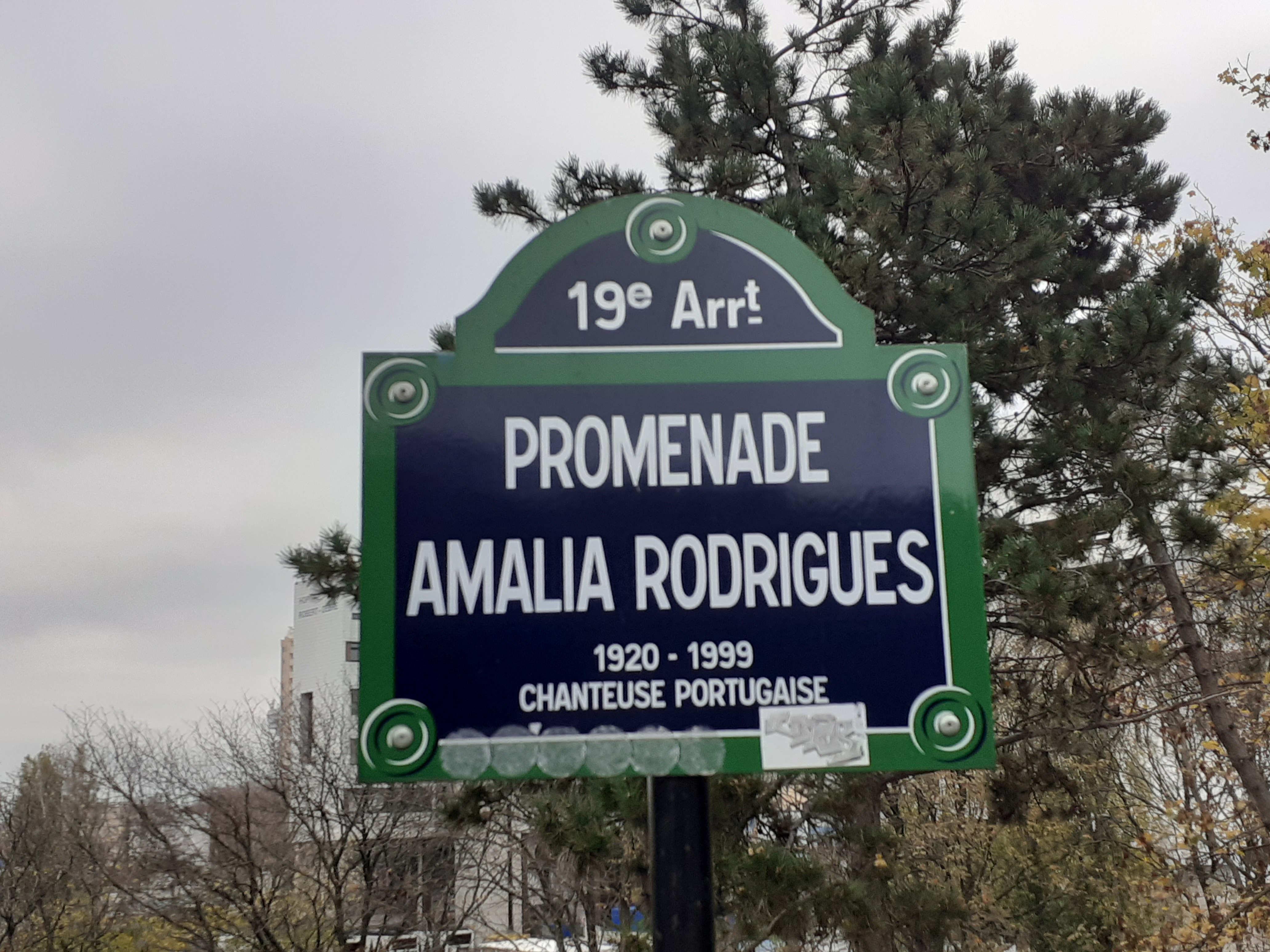
Plaque de la promenade.

La promenade rend hommage à Amália Rodrigues (1920-1999), chanteuse de fado et actrice portugaise.

## Historique
Créé en 1971, sous le nom de « square du Boulevard-d'Algérie », en raison de la proximité du boulevard d'Algérie, il s'étend sur 15 047 m2, à proximité du parc de la Butte-du-Chapeau-Rouge.
La promenade porte le nom de l'artiste portugaise depuis juin 2010.

## Bâtiments remarquables et lieux de mémoire
- Le parc de la Butte-du-Chapeau-Rouge
- Le jardin Notre-Dame-de-Fatima
- L'église de Marie-Médiatrice-de-Toutes-les-Grâces, appelée communément à Paris église Notre-Dame de Fátima.